# Motociklistična Velika nagrada Vitesse du Mansa
Motociklistična Velika nagrada Vitesse du Mansa je bila motociklistična dirka svetovnega prvenstva v sezoni 1991.

## Zmagovalci
| Sezona | Dirkališče | 250 cm3              | 500 cm3                 | Poročilo |
| ------ | ---------- | -------------------- | ----------------------- | -------- |
| 1991   | Le Mans    | Helmut Bradl (Honda) | Kevin Schwantz (Suzuki) | Poročilo |